# بي. جايا
بي. جايا (بالإنجليزية: B. Jaya)‏ هي مخرجة هندية، ولدت في 11 يناير 1964، وتوفيت في 30 أغسطس 2018.

## وصلات خارجية
- بي. جايا على موقع IMDb (الإنجليزية)
- بي. جايا على موقع أول موفي (الإنجليزية)
- بي. جايا على موقع قاعدة بيانات الفيلم (الإنجليزية)
- بي. جايا على موقع كينوبويسك (الروسية)